# Нижегородець
Нижегородець (рос. Нижегородец) — селище в Дальнеконстантиновському районі Нижньогородської області Російської Федерації.
Населення становить 1676 осіб. Входить до складу муніципального утворення Нижегородська сільрада.

## Історія
Від 2009 року входить до складу муніципального утворення Нижегородська сільрада.

## Населення
| 2002 | 2010  |
| ---- | ----- |
| 1681 | ↘1676 |